# Europese kampioenschappen beachvolleybal 2017 (mannen)
Het mannentoernooi van de Europese kampioenschappen beachvolleybal 2017 in Jūrmala vond plaats van 16 tot en met 20 augustus. De Italianen Paolo Nicolai en Daniele Lupo prolongeerden hun titel door de Letten Aleksandrs Samoilovs en Jānis Šmēdiņš in de finale te verslaan. Het brons ging naar het Nederlandse duo Alexander Brouwer en Robert Meeuwsen dat in de troostfinale te sterk was voor het Belgische tweetal Dries Koekelkoren en Tom van Walle.

## Groepsfase
|  | Direct naar laatste 16 |
|  | Naar tussenronde       |

### Groep A
| # | Ploeg                 | Punten | Wedstrijden | Wedstrijden | Spelpunten | Spelpunten | Spelpunten | Sets | Sets | Sets  |
| # | Ploeg                 | Punten | W           | V           | W          | V          | Ratio      | W    | V    | Ratio |
| - | --------------------- | ------ | ----------- | ----------- | ---------- | ---------- | ---------- | ---- | ---- | ----- |
| 1 | Ranghieri / Carambula | 6      | 3           | 0           | 126        | 94         | 1,340      | 6    | 0    | MAX   |
| 2 | Łosiak / Kantor       | 5      | 2           | 1           | 126        | 119        | 1,059      | 4    | 3    | 1,333 |
| 3 | Regža / Pļaviņš       | 4      | 1           | 2           | 125        | 141        | 0,887      | 2    | 5    | 0,400 |
| 4 | Babytsj / Hordeev     | 3      | 0           | 3           | 130        | 153        | 0,850      | 2    | 6    | 0,333 |

| Datum       |                       | Score |                       | Set 1   | Set 2   | Set 3   |
| ----------- | --------------------- | ----- | --------------------- | ------- | ------- | ------- |
| 16 augustus | Łosiak / Kantor       | 2 – 1 | Babytsj / Hordeev     | 21 – 17 | 13 – 21 | 15 – 9  |
| 16 augustus | Regža / Pļaviņš       | 0 – 2 | Ranghieri / Carambula | 18 – 21 | 15 – 21 |         |
| 16 augustus | Łosiak / Kantor       | 0 – 2 | Ranghieri / Carambula | 18 – 21 | 17 – 21 |         |
| 16 augustus | Regža / Pļaviņš       | 2 – 1 | Babytsj / Hordeev     | 21 – 16 | 26 – 28 | 15 – 13 |
| 17 augustus | Łosiak / Kantor       | 2 – 0 | Regža / Pļaviņš       | 21 – 17 | 21 – 13 |         |
| 17 augustus | Ranghieri / Carambula | 2 – 0 | Babytsj / Hordeev     | 21 – 13 | 21 – 13 |         |

### Groep B
| # | Ploeg               | Punten | Wedstrijden | Wedstrijden | Spelpunten | Spelpunten | Spelpunten | Sets | Sets | Sets  |
| # | Ploeg               | Punten | W           | V           | W          | V          | Ratio      | W    | V    | Ratio |
| - | ------------------- | ------ | ----------- | ----------- | ---------- | ---------- | ---------- | ---- | ---- | ----- |
| 1 | Nicolai / Lupo      | 6      | 3           | 0           | 145        | 126        | 1,151      | 6    | 1    | 6,000 |
| 2 | Prudel / Kujawiak   | 5      | 2           | 1           | 138        | 132        | 1,045      | 4    | 3    | 1,333 |
| 3 | Zemljak / Pokeršnik | 4      | 1           | 2           | 136        | 140        | 0,971      | 3    | 4    | 0,750 |
| 4 | Berntsen / Solhaug  | 3      | 0           | 3           | 132        | 153        | 0,863      | 1    | 6    | 0,167 |

| Datum       |                    | Score |                     | Set 1   | Set 2   | Set 3  |
| ----------- | ------------------ | ----- | ------------------- | ------- | ------- | ------ |
| 16 augustus | Nicolai / Lupo     | 2 – 0 | Zemljak / Pokeršnik | 25 – 23 | 21 – 19 |        |
| 16 augustus | Prudel / Kujawiak  | 2 – 0 | Berntsen / Solhaug  | 21 – 13 | 30 – 28 |        |
| 16 augustus | Nicolai / Lupo     | 2 – 1 | Berntsen / Solhaug  | 24 – 22 | 18 – 21 | 15 – 7 |
| 16 augustus | Prudel / Kujawiak  | 2 – 1 | Zemljak / Pokeršnik | 21 – 19 | 17 – 21 | 15 – 9 |
| 17 augustus | Nicolai / Lupo     | 2 – 0 | Prudel / Kujawiak   | 21 – 15 | 21 – 19 |        |
| 17 augustus | Berntsen / Solhaug | 0 – 2 | Zemljak / Pokeršnik | 22 – 24 | 19 – 21 |        |

### Groep C
| # | Ploeg                | Punten | Wedstrijden | Wedstrijden | Spelpunten | Spelpunten | Spelpunten | Sets | Sets | Sets  |
| # | Ploeg                | Punten | W           | V           | W          | V          | Ratio      | W    | V    | Ratio |
| - | -------------------- | ------ | ----------- | ----------- | ---------- | ---------- | ---------- | ---- | ---- | ----- |
| 1 | Ljamin / Krasilnikov | 6      | 3           | 0           | 126        | 83         | 1,518      | 6    | 0    | MAX   |
| 2 | Schümann / Thole     | 5      | 2           | 1           | 133        | 129        | 1,031      | 4    | 3    | 1,333 |
| 3 | Gregory / Sheaf      | 4      | 1           | 2           | 110        | 116        | 0,948      | 2    | 4    | 0,500 |
| 4 | Erdmann / Dollinger  | 3      | 0           | 3           | 109        | 150        | 0,727      | 1    | 6    | 0,167 |

| Datum       |                      | Score |                     | Set 1   | Set 2   | Set 3  |
| ----------- | -------------------- | ----- | ------------------- | ------- | ------- | ------ |
| 16 augustus | Ljamin / Krasilnikov | 2 – 0 | Gregory / Sheaf     | 21 – 13 | 21 – 16 |        |
| 16 augustus | Schümann / Thole     | 2 – 1 | Erdmann / Dollinger | 27 – 25 | 18 – 21 | 15 – 8 |
| 16 augustus | Ljamin / Krasilnikov | 2 – 0 | Erdmann / Dollinger | 21 – 11 | 21 – 12 |        |
| 16 augustus | Schümann / Thole     | 2 – 0 | Gregory / Sheaf     | 21 – 17 | 21 – 16 |        |
| 17 augustus | Ljamin / Krasilnikov | 2 – 0 | Schümann / Thole    | 21 – 13 | 21 – 18 |        |
| 17 augustus | Gregory / Sheaf      | 2 – 0 | Erdmann / Dollinger | 21 – 7  | 27 – 25 |        |

### Groep D
| # | Ploeg               | Punten | Wedstrijden | Wedstrijden | Spelpunten | Spelpunten | Spelpunten | Sets | Sets | Sets  |
| # | Ploeg               | Punten | W           | V           | W          | V          | Ratio      | W    | V    | Ratio |
| - | ------------------- | ------ | ----------- | ----------- | ---------- | ---------- | ---------- | ---- | ---- | ----- |
| 1 | Samoilovs / Šmēdiņš | 6      | 3           | 0           | 138        | 111        | 1,243      | 6    | 1    | 6,000 |
| 2 | Beeler / Krattiger  | 5      | 2           | 1           | 128        | 110        | 1,164      | 4    | 3    | 1,333 |
| 3 | Böckermann / Harms  | 4      | 1           | 2           | 115        | 130        | 0,885      | 3    | 4    | 0,750 |
| 4 | Giginoğlu / Mermer  | 3      | 0           | 3           | 109        | 139        | 0,784      | 1    | 6    | 0,167 |

| Datum       |                     | Score |                    | Set 1   | Set 2   | Set 3   |
| ----------- | ------------------- | ----- | ------------------ | ------- | ------- | ------- |
| 16 augustus | Samoilovs / Šmēdiņš | 2 – 0 | Giginoğlu / Mermer | 21 – 18 | 21 – 10 |         |
| 16 augustus | Beeler / Krattiger  | 2 – 0 | Böckermann / Harms | 21 – 11 | 21 – 10 |         |
| 16 augustus | Samoilovs / Šmēdiņš | 2 – 1 | Böckermann / Harms | 18 – 21 | 21 – 18 | 15 – 13 |
| 16 augustus | Beeler / Krattiger  | 2 – 1 | Giginoğlu / Mermer | 19 – 21 | 21 – 16 | 15 – 10 |
| 17 augustus | Samoilovs / Šmēdiņš | 2 – 0 | Beeler / Krattiger | 21 – 18 | 21 – 13 |         |
| 17 augustus | Böckermann / Harms  | 2 – 0 | Giginoğlu / Mermer | 21 – 19 | 21 – 15 |         |

### Groep E
| # | Ploeg                 | Punten | Wedstrijden | Wedstrijden | Spelpunten | Spelpunten | Spelpunten | Sets | Sets | Sets  |
| # | Ploeg                 | Punten | W           | V           | W          | V          | Ratio      | W    | V    | Ratio |
| - | --------------------- | ------ | ----------- | ----------- | ---------- | ---------- | ---------- | ---- | ---- | ----- |
| 1 | Fijałek / Bryl        | 6      | 3           | 0           | 141        | 109        | 1,294      | 6    | 1    | 6,000 |
| 2 | Rudol / Szałankiewicz | 5      | 2           | 1           | 145        | 144        | 1,007      | 5    | 3    | 1,667 |
| 3 | Kunert / Dressler     | 4      | 1           | 2           | 130        | 144        | 0,903      | 3    | 5    | 0,600 |
| 4 | Piippo / Nurminen     | 3      | 0           | 3           | 121        | 140        | 0,864      | 1    | 6    | 0,167 |

| Datum       |                       | Score |                       | Set 1   | Set 2   | Set 3   |
| ----------- | --------------------- | ----- | --------------------- | ------- | ------- | ------- |
| 16 augustus | Fijałek / Bryl        | 2 – 1 | Rudol / Szałankiewicz | 21 – 19 | 21 – 23 | 15 – 9  |
| 16 augustus | Kunert / Dressler     | 2 – 1 | Piipoo / Nurminen     | 23 – 21 | 16 – 21 | 15 – 10 |
| 16 augustus | Fijałek / Bryl        | 2 – 0 | Piipoo / Nurminen     | 21 – 18 | 21 – 14 |         |
| 16 augustus | Rudol / Szałankiewicz | 2 – 1 | Kunert / Dressler     | 14 – 21 | 21 – 16 | 15 – 13 |
| 17 augustus | Fijałek / Bryl        | 2 – 0 | Kunert / Dressler     | 21 – 15 | 21 – 11 |         |
| 17 augustus | Rudol / Szałankiewicz | 2 – 0 | Piipoo / Nurminen     | 21 – 16 | 23 – 21 |         |

### Groep F
| # | Ploeg                   | Punten | Wedstrijden | Wedstrijden | Spelpunten | Spelpunten | Spelpunten | Sets | Sets | Sets  |
| # | Ploeg                   | Punten | W           | V           | W          | V          | Ratio      | W    | V    | Ratio |
| - | ----------------------- | ------ | ----------- | ----------- | ---------- | ---------- | ---------- | ---- | ---- | ----- |
| 1 | Brouwer / Meeuwsen      | 6      | 3           | 0           | 137        | 114        | 1,202      | 6    | 1    | 6,000 |
| 2 | Koekelkoren / van Walle | 5      | 2           | 1           | 130        | 122        | 1,066      | 4    | 3    | 1,333 |
| 3 | Seidl / Winter          | 4      | 1           | 2           | 140        | 151        | 0,927      | 4    | 5    | 0,800 |
| 4 | Solovejs / Šmēdiņš      | 3      | 0           | 3           | 111        | 131        | 0,847      | 1    | 6    | 0,167 |

| Datum       |                         | Score |                         | Set 1   | Set 2   | Set 3   |
| ----------- | ----------------------- | ----- | ----------------------- | ------- | ------- | ------- |
| 16 augustus | Brouwer / Meeuwsen      | 2 – 0 | Solovejs / Šmēdiņš      | 21 – 16 | 21 – 17 |         |
| 16 augustus | Koekelkoren / van Walle | 2 – 1 | Seidl / Winter          | 19 – 21 | 21 – 13 | 15 – 11 |
| 16 augustus | Brouwer / Meeuwsen      | 2 – 1 | Seidl / Winter          | 17 – 21 | 21 – 14 | 15 – 13 |
| 16 augustus | Koekelkoren / van Walle | 2 – 0 | Solovejs / Šmēdiņš      | 21 – 18 | 21 – 17 |         |
| 17 augustus | Brouwer / Meeuwsen      | 2 – 0 | Koekelkoren / van Walle | 21 – 17 | 21 – 16 |         |
| 17 augustus | Seidl / Winter          | 2 – 1 | Solovejs / Šmēdiņš      | 11 – 21 | 21 – 15 | 15 – 7  |

### Groep G
| # | Ploeg               | Punten | Wedstrijden | Wedstrijden | Spelpunten | Spelpunten | Spelpunten | Sets | Sets | Sets  |
| # | Ploeg               | Punten | W           | V           | W          | V          | Ratio      | W    | V    | Ratio |
| - | ------------------- | ------ | ----------- | ----------- | ---------- | ---------- | ---------- | ---- | ---- | ----- |
| 1 | Mol / Sørum         | 6      | 3           | 0           | 108        | 78         | 1,385      | 6    | 0    | MAX   |
| 2 | Herrera / Gavira    | 5      | 2           | 1           | 120        | 70         | 1,714      | 4    | 2    | 2,000 |
| 3 | Točs / Finsters     | 4      | 1           | 2           | 91         | 84         | 1,083      | 2    | 4    | 0,500 |
| 4 | Ermacora / Pristauz | 3      | 0           | 3           | 21         | 126        | 0,167      | 0    | 6    | 0,000 |

| Datum       |                     | Score |                     | Set 1   | Set 2   | Set 3 |
| ----------- | ------------------- | ----- | ------------------- | ------- | ------- | ----- |
| 16 augustus | Herrera / Gavira    | 2 – 0 | Točs / Finsters     | 21 – 10 | 21 – 18 |       |
| 16 augustus | Mol / Sørum         | 2 – 0 | Ermacora / Pristauz |         |         |       |
| 16 augustus | Herrera / Gavira    | 2 – 0 | Ermacora / Pristauz |         |         |       |
| 16 augustus | Mol / Sørum         | 2 – 0 | Točs / Finsters     | 21 – 13 | 21 – 8  |       |
| 17 augustus | Herrera / Gavira    | 0 – 2 | Mol / Sørum         | 19 – 21 | 17 – 21 |       |
| 17 augustus | Ermacora / Pristauz | 0 – 2 | Točs / Finsters     |         |         |       |

### Groep H
| # | Ploeg                    | Punten | Wedstrijden | Wedstrijden | Spelpunten | Spelpunten | Spelpunten | Sets | Sets | Sets  |
| # | Ploeg                    | Punten | W           | V           | W          | V          | Ratio      | W    | V    | Ratio |
| - | ------------------------ | ------ | ----------- | ----------- | ---------- | ---------- | ---------- | ---- | ---- | ----- |
| 1 | Stojanovski / Jarzoetkin | 5      | 2           | 1           | 133        | 120        | 1,108      | 4    | 3    | 1,333 |
| 2 | Walkenhorst / Fuchs      | 5      | 2           | 1           | 145        | 139        | 1,043      | 5    | 3    | 1,667 |
| 3 | Thiercy / Di Giantommaso | 4      | 1           | 2           | 138        | 143        | 0,965      | 4    | 4    | 1,000 |
| 4 | Hörl / Horst             | 4      | 1           | 2           | 118        | 132        | 0,894      | 2    | 5    | 0,400 |

| Datum       |                          | Score |                          | Set 1   | Set 2   | Set 3  |
| ----------- | ------------------------ | ----- | ------------------------ | ------- | ------- | ------ |
| 16 augustus | Stojanovski / Jarzoetkin | 2 – 1 | Walkenhorst / Fuchs      | 21 – 17 | 19 – 21 | 15 – 9 |
| 16 augustus | Hörl / Horst             | 2 – 1 | Thiercy / Di Giantommaso | 21 – 19 | 15 – 21 | 15 – 8 |
| 16 augustus | Stojanovski / Jarzoetkin | 0 – 2 | Thiercy / Di Giantommaso | 17 – 21 | 19 – 21 |        |
| 16 augustus | Hörl / Horst             | 0 – 2 | Walkenhorst / Fuchs      | 19 – 21 | 17 – 21 |        |
| 17 augustus | Stojanovski / Jarzoetkin | 2 – 0 | Hörl / Horst             | 21 – 17 | 21 – 14 |        |
| 17 augustus | Thiercy / Di Giantommaso | 1 – 2 | Walkenhorst / Fuchs      | 20 – 22 | 21 – 19 | 7 – 15 |

## Knockoutfase

### Tussenronde
| Datum       | Wedstrijd | Team 1                  | Score | Team 2                   | Set 1   | Set 2   | Set 3   |
| ----------- | --------- | ----------------------- | ----- | ------------------------ | ------- | ------- | ------- |
| 18 augustus | 1         | Schümann / Thole        | 2 – 1 | Zemljak / Pokeršnik      | 21 – 17 | 24 – 26 | 15 – 12 |
| 18 augustus | 2         | Koekelkoren / van Walle | 2 – 0 | Böckermann / Harms       | 21 – 19 | 21 – 16 |         |
| 18 augustus | 3         | Beeler / Krattiger      | 2 – 1 | Točs / Finsters          | 20 – 22 | 21 – 12 | 15 – 13 |
| 18 augustus | 4         | Łosiak / Kantor         | 2 – 0 | Kunert / Dressler        | 21 – 17 | 21 – 15 |         |
| 18 augustus | 5         | Rudol / Szałankiewicz   | 0 – 2 | Regža / Pļaviņš          | 20 – 22 | 17 – 21 |         |
| 18 augustus | 6         | Walkenhorst / Fuchs     | 2 – 0 | Gregory / Sheaf          | 25 – 23 | 21 – 17 |         |
| 18 augustus | 7         | Prudel / Kujawiak       | 1 – 2 | Thiercy / Di Giantommaso | 19 – 21 | 21 – 12 | 9 – 15  |
| 18 augustus | 8         | Herrera / Gavira        | 0 – 2 | Seidl / Winter           | 21 – 23 | 17 – 21 |         |

### Eindronde
| Achtste finale | Achtste finale           | Achtste finale | Achtste finale | Achtste finale |  |    | Kwartfinale             | Kwartfinale           | Kwartfinale | Kwartfinale | Kwartfinale |  |  | Halve finale | Halve finale            | Halve finale | Halve finale | Halve finale |  |              | Finale                  | Finale              | Finale       | Finale       | Finale |
|                |                          |                |                |                |  |    |                         |                       |             |             |             |  |  |              |                         |              |              |              |  |              |                         |                     |              |              |        |
| 17             | Ranghieri / Carumbula    | 21             | 21             |                |  |    |                         |                       |             |             |             |  |  |              |                         |              |              |              |  |              |                         |                     |              |              |        |
| 14             | Schümann / Thole         | 18             | 19             |                |  |    | 17                      | Ranghieri / Carambula | 21          | 15          | 15          |  |  |              |                         |              |              |              |  |              |                         |                     |              |              |        |
| 8              | Stojanovski / Jarzoetkin | 18             | 18             |                |  | 11 | Koekelkoren / van Walle | 18                    | 21          | 17          |             |  |  |              |                         |              |              |              |  |              |                         |                     |              |              |        |
| 11             | Koekelkoren / van Walle  | 21             | 21             |                |  |    |                         |                       |             |             |             |  |  | 11           | Koekelkoren / van Walle | 14           | 21           | 12           |  |              |                         |                     |              |              |        |
| 5              | Fijałek / Bryl           | 21             | 21             |                |  |    |                         |                       |             |             |             |  |  | 4            | Samoilovs / Šmēdiņš     | 21           | 15           | 15           |  |              |                         |                     |              |              |        |
| 13             | Beeler / Krattiger       | 18             | 16             |                |  |    | 5                       | Fijałek / Bryl        | 14          | 17          |             |  |  |              |                         |              |              |              |  |              |                         |                     |              |              |        |
| 4              | Samoilovs / Šmēdiņš      | 21             | 19             | 15             |  | 4  | Samoilovs / Šmēdiņš     | 21                    | 21          |             |             |  |  |              |                         |              |              |              |  |              |                         |                     |              |              |        |
| 1              | Łosiak / Kantor          | 19             | 21             | 10             |  |    |                         |                       |             |             |             |  |  |              |                         |              |              |              |  |              | 4                       | Samoilovs / Šmēdiņš | 16           | 21           |        |
| 3              | Ljamin / Krasilnikov     | 21             | 16             | 10             |  |    |                         |                       |             |             |             |  |  |              |                         |              |              |              |  |              | 2                       | Nicolai / Lupo      | 21           | 23           |        |
| 16             | Regža / Pļaviņš          | 19             | 21             | 15             |  |    | 16                      | Regža / Pļaviņš       | 19          | 19          |             |  |  |              |                         |              |              |              |  |              |                         |                     |              |              |        |
| 6              | Brouwer / Meeuwsen       |                |                |                |  | 6  | Brouwer / Meeuwsen      | 21                    | 21          |             |             |  |  |              |                         |              |              |              |  |              |                         |                     |              |              |        |
| 25             | Walkenhorst / Fuchs      |                |                |                |  |    |                         |                       |             |             |             |  |  | 6            | Brouwer / Meeuwsen      | 25           | 15           | 11           |  |              |                         |                     |              |              |        |
| 10             | Mol / Sørum              | 21             | 21             |                |  |    |                         |                       |             |             |             |  |  | 2            | Nicolai / Lupo          | 23           | 21           | 15           |  |              |                         |                     |              |              |        |
| 24             | Thiercy / Di Giantommaso | 19             | 12             |                |  |    | 10                      | Mol / Sørum           | 15          | 17          |             |  |  |              |                         |              |              |              |  | Troostfinale | Troostfinale            | Troostfinale        | Troostfinale | Troostfinale |        |
| 2              | Nicolai / Lupo           | 21             | 21             |                |  | 2  | Nicolai / Lupo          | 21                    | 21          |             |             |  |  |              |                         |              |              |              |  | 11           | Koekelkoren / van Walle | 17                  | 21           | 11           |        |
| 22             | Seidl / Winter           | 17             | 17             |                |  |    |                         |                       |             |             |             |  |  |              |                         |              |              |              |  |              | 6                       | Brouwer / Meeuwsen  | 21           | 17           | 15     |